# 許學夷
許學夷（1563年—1633年），字伯清，號許山人，直隸江陰縣（今江蘇江陰）人，明朝政治人物。
出生於嘉靖四十二年（1563年），厭惡八股取士，唯好文史，“常谑浪鄙秽，聩焉自放”，終生未仕，窮四十年光陰著成《詩源辯體》，十易其稿，由鄉人集资刊刻十六卷本，崇祯五年（1632年），第十二次定稿，又将十六卷分为三十六卷。萬曆三十五年（1607年）與館甥徐霞客同遊惠山、太湖，開啟徐霞客日後遊歷萬里山河之序幕，崇祯六年（1633年）與沈鹜、邱維賢、徐益等二十二人結滄州詩社，同年卒，另著《伯清诗稿》、《澄江诗选》等。